# 飯島健
飯島 健（いいじま けんじ、1935年（昭和10年）1月2日 - ）は、日本のフィールドホッケー選手。1960年ローマオリンピックで男子トーナメントに出場した。  